# Gneo Quinzio Capitolino
Gneo Quinzio Capitolino (fl. IV secolo a.C.) è stato un politico romano.

## Biografia
Nel 331 a.C. fu nominato dittatore.
Durante l'anno, molti tra i cittadini più influenti, erano morti di una malattia che si presentava sempre con gli stessi sintomi. Le morti furono attribuite ad una congiura di donne: centosettanta matrone romane furono condannate per veneficio, dopo che altre si erano suicidate. L'evento, inspiegabile, fu considerato frutto di menti folli.